# Arada (Ovar)
Arada ist ein portugiesischer Ort und eine ehemalige Gemeinde (Freguesia) im Kreis Ovar. Die Gemeinde hatte 3327 Einwohner (Stand 30. Juni 2011).
Am 29. September 2013 wurden die Gemeinden Arada, São Vicente de Pereira Jusã, Ovar und São João zur neuen Gemeinde União das Freguesias de Ovar, São João, Arada e São Vicente de Pereira Jusã zusammengeschlossen.